# Chorkówka (gromada)
Chorkówka – dawna gromada, czyli najmniejsza jednostka podziału terytorialnego Polskiej Rzeczypospolitej Ludowej w latach 1954–1972.
Gromady, z gromadzkimi radami narodowymi (GRN) jako organami władzy najniższego stopnia na wsi, funkcjonowały od reformy reorganizującej administrację wiejską przeprowadzonej jesienią 1954 do momentu ich zniesienia z dniem 1 stycznia 1973, tym samym wypierając organizację gminną w latach 1954–1972.
Gromadę Chorkówka z siedzibą GRN w Chorkówce utworzono – jako jedną z 8759 gromad na obszarze Polski – w powiecie krośnieńskim w woj. rzeszowskim na mocy uchwały nr 24/54 WRN w Rzeszowie z dnia 5 października 1954. W skład jednostki weszły obszary dotychczasowych gromad Chorkówka, Leśniówka i Żeglce ze zniesionej gminy Chorkówka w tymże powiecie. Dla gromady ustalono 18 członków gromadzkiej rady narodowej.
31 grudnia 1961 do gromady Chorkówka włączono wieś Bóbrka ze zniesionej gromady Bóbrka w tymże powiecie.
Gromada przetrwała do końca 1972 roku, czyli do kolejnej reformy gminnej. 1 stycznia 1973 w powiecie krośnieńskim reaktywowano gminę Chorkówka.